# Armonía 10
Armonía 10 es una orquesta de cumbia peruana, fundada el 27 de mayo de 1972, cómo "Los Blander's" de Piura, en el asentamiento humano San Martín, capital del distrito de Veintiséis de Octubre, en Piura, Perú. Por Juan Lozada Naquiche, poco tiempo después tomó el mando Don Walther Lozada (hijo y mano derecha), quién decidió cambiar el nombre por el de "Armonía 10", idea original de un miembro del grupo, don Telly Pazos.
En 2022 fue reconocida como Personalidad Meritoria de la Cultura por ser uno de los grupos más importantes de la cumbia peruana.
Tras el fallecimiento de su fundador, director musical, arreglista, don Walther Lozada, el grupo fue dividido en dos conjuntos: Armonía 10 de Piura (liderado por Javier Lozada, otro hijo de Juan de Dios Lozada y conformado por jóvenes músicos) y Armonía 10 de Walther Lozada (anteriormente llamado Walther Lozada & Orquesta, liderado por los familiares del fallecido músico y conformado por antiguos integrantes del primer conjunto).

## Historia
Originalmente llamada «Los Blanders», la orquesta fundada el 27 de mayo de 1972 bajo la dirección de Juan de Dios Lozada Naquiche. Sin embargo, más adelante, debido al aumento en el número de miembros, el grupo decidió cambiar su nombre a Armonía 10.
En sus primeros años, en la década de los 70, la orquesta estaba compuesta por cinco músicos y se limitaba a tocar música popular en presentaciones locales. Uno de los aspectos destacados de esa época fue la incorporación de las hermanas Ducós, dos jóvenes que aportaron un toque femenino a la agrupación. Sin embargo, a medida que avanzaba la década, la banda decidió hacer cambios significativos en su formación. La presencia femenina desapareció y se reemplazaron casi todos los miembros originales. Se unieron el timbalero Juan Chunga, el trombonista Ernesto de Dios y el trompetista Rómulo Carrera. En ese momento, la orquesta se estaba promoviendo en los nuevos barrios cercanos (Nueva Esperanza, Santa Rosa, Santa Julia, San Sebastián, etc.), pero luego expandieron su música por todo el departamento en la siguiente década.
Para mediados de los años 70, la orquesta ya había ganado fama en los departamentos cercanos como Tumbes, Lambayeque, La Libertad e incluso en zonas fronterizas con Ecuador. Sin embargo, fue a principios de la década de 1980 cuando tuvieron la oportunidad de grabar su primer álbum en vinilo (LP) con el sello discográfico INFOPESA.
Con este lanzamiento en 1983, que incluía canciones como «Enfermera» y «Un cigarrillo, una guitarra y una pena», el grupo consolidó su presencia en el norte de Perú y parte de Ecuador.
En 1985, con el mismo sello discográfico, grabaron su primer álbum completo titulado El chinchorro, que lanzaron al año siguiente. Este álbum contiene canciones que aún hoy son populares y consideradas como una joya de la cumbia peruana, como «Sólo estoy tomando», «Llorando se fue» y «El cervecero». En ese momento, la formación del grupo incluía a Walther Lozada en el teclado, William Peña y Jorge Villaseca en la percusión, Wilmer Peña en la guitarra principal, Jorge «Koky» Álvarez en el bajo, Ernesto de Dios Lozada en el trombón, Rómulo Carrera en la primera trompeta, y Makuko Gallardo, Percy Chapoñay, César Saavedra, Tony Rosado y Carlos «Telly» Pazos en las voces.
Ese mismo año, en 1985, grabaron un segundo álbum titulado Se quema, se quemó, que alcanzó récords de venta y obtuvo un disco de oro, que incluía temas como «Pagarás», «Que quieres que haga», «Vete de mi lado» y «Ven mi amor».
En 1986, lanzaron su tercer álbum titulado Tonto amor, que incluía canciones como «¿Dónde estás amor?», «Amor ausente», «Cenizas» y «Parranda 3». Posteriormente, en 1987, grabaron su cuarto álbum llamado Gracias, que incluía temas como «Parranda 2», «Olvidarnos jamás», «No vayas con él», «Te alejas», «Viento» y «Pobre soy».
En la década de los 90, se unió Carlos Soraluz, quien posteriormente se convertiría en el vocalista principal. Para 1991, la organización lanzó el disco Pacto de amor en medio de una crisis económica. En 1992, realizaron su primera gira por las principales ciudades de Perú y luego lanzaron el álbum A que volviste mujer.
En 1999, lograron el disco de oro. Además, Armonía 10 lanzó una canción promocional para impulsar la carrera como cantante de Ernesto Pimentel, quién interpretaría la canción «Tomar para olvidar». Esto ocurrió durante el auge de la cumbia peruana. En 2007, colaboraron nuevamente en las canciones «Hasta la seis de la mañana» y «Corazón cansado».
En 1996, Tony Rosado abandonó el grupo para iniciar su carrera como solista y formar su propia orquesta, Internacional Pacífico, donde continúa trabajando en la actualidad. Ocho años después, en 2004, Makuko Gallardo también se retiró para lanzar su propio grupo musical, Orquesta América con Alfredo Jamanca, hasta su fallecimiento al año siguiente.
En el año 2000, participaron en el X Festival del Cusco. En 2003, realizaron su primera gira en los Estados Unidos, comenzando en el estado de Nueva Jersey. En 2005, estrenaron su fusión con estilos urbanos en el álbum Cantinera. También en 2005, falleció Makuko Gallardo, exintegrante del grupo, debido a un paro cardíaco. En 2007, tras la salida de Carlos Soraluz, se unió Luigui Carbajal, un actor cómico y exintegrante de Skándalo. Carbajal interpretó una versión cumbia de la canción «Niña tú» y la versión de «Mi niña veneno» de Ritchie.
El 14 de febrero de 2012, Armonía 10 lanzó el tema «La duda», una de sus canciones más conocidas. En 2016, el también exintegrante de Armonía 10, Percy Chapoñay, murió a causa de la diabetes que padecía.
En 2022 falleció su fundador, Walther Lozada, luego de una larga lucha contra la cirrosis hepática y tras no conseguir un donante de hígado. Después de su fallecimiento, los derechos de propiedad estuvieron sujetos a un problema judicial entre familiares. También en 2022, Armonía 10 fue reconocida como Personalidad Meritoria de la Cultura por ser uno de los grupos más importantes de la cumbia peruana. Junto con otros grupos recientes como Grupo 5, Agua Marina y Corazón Serrano, se les conoce como la «Universidad de la cumbia».
El 16 de marzo de 2025, falleció el cantante Paul Flores «Ruso», luego de recibir un impacto de bala por parte de presuntos agresores y extorsionadores. Pese a las acciones de los miembros de la agrupación por salvar al cantante, los médicos del Hospital Hipólito Unanue confirmaron su deceso.
Días después, Armonía 10 convocó una marcha en nombre del vocalista fallecido junto con el colectivo de artistas bajo el nombre de  No queremos morir. En un principio, recibió críticas de la ciudadanía por abandonar la marcha alegando que se había «politizado demasiado», por lo que prefirió organizar su «marcha por vivir». Finalmente, se retractó y se comprometió a participar presencialmente.

## Discografía
- Primer EP «Enfermera» (1983)
- Volumen 1 «El Chinchorro» (1985)
- Volumen 2 «Se Quema, Se Quemó» (1985)
- Volumen 3 «Tonto Amor» (1986)
- Volumen 4 «Gracias» (1987)
- Volumen 5 «Un Cigarrillo y un Café» (1988)
- Volumen 6 «Pacto de amor» (1990)
- Volumen 7 «A Que Volviste Mujer» (1992)
- Volumen 8 «Silencio» (1994)
- Volumen 9 «Y Vuelve... Con Más Fuerza!!!» (1996)
- Volumen 10 «En Vivo Túcume - Chiclayo» (1996)
- Volumen 11 «Arrollando Con Mas Fuerza Vuelve» "PROMUSEN" - [En Vivo] (1997)
- Volumen 12 «La Primerísima» (1998)
- Solo Lo Nuevo & Lo Mejor (1999)
- «Jurare No Amarte Mas» (Y Sus Éxitos Solo Éxitos…) (2000)
- «Sufro Al No Tenerte A Mi Lado» [Gracias Perú (29 Años)] (2001)
- «Historia De Mi Vida» (2002)
- «Amargo & Dulce Amor» (2003)
- «Lo Nuevo Nuevo De La Primerísima» (2004)
- «Solo Éxitos» (2005)
- «Los Imparables» (2006)
- «Renovación Total» (2007)
- «Primicias & éxitos» (2008)
- Silencio (2023)
- 50 Años (2023)

## Controversias
Tras el fallecimiento de Walther Lozada, líder de la banda, en 2022, se dividieron en dos agrupaciones que disputaron legalmente el control de la marca Armonía 10. La familia Lozada Silupú, compuesta por la esposa e hijos del difunto productor, controla la primera. Javier Lozada, hermano del difunto y actual gerente de Consorcio Lozada y Asociados SAC, controla la segunda.